# Лілі Олдрідж
Лілі́ О́лдрідж (англ. Lily Aldridge; нар. 15 листопада 1985 року, Лос-Анджелес, Каліфорнія, США) — американська супермодель.

## Біографія
Народилася в Лос-Анджелесі в сім'ї відомого британського художника Алана Олдріджа та американської моделі Лори Лайонс. Її зведена сестра Шафран — модель, брат Майлз — модний фотограф, рідна сестра Рубі — також модель.
З 2007 року зустрічалась з лідером рок-гурту «Kings of Leon» Кейлебом Фоллоувілом. Одружилася з ним 12 травня 2011 року в Каліфорнії .

## Кар'єра
Почала кар'єру в 17 років, тоді її обличчя з'явилося на обкладинці іспанського «Vogue». Також з'являлася на обкладинках «Glamour», «Cosmopolitan», «Teen Vogue» і «Elle Girl». В 2010 році стала однією з «ангелів» Victoria's Secret.
Брала участь в рекламній компанії для «Rocawear», «Arden B.», «Shiatzy Chen», «Bobbi Brown» та інших.